# Кастильоне-ин-Теверина
Кастильоне-ин-Теверина (итал. Castiglione in Teverina) — коммуна в Италии, располагается в регионе Лацио, подчиняется административному центру Витербо.
Население составляет 2301 человек (на 2024 г.), плотность населения составляет 113,28 чел./км². Занимает площадь 19,96 км². Почтовый индекс — 01024. Телефонный код — 0761.
Покровителями коммуны почитаются Святой Крест Господень, Пресвятая Богородица, празднование 5 августа, а также святые апостолы Филипп и Иаков Младший, празднование 3 мая. 